# Marsha P. Johnson
Pour les articles homonymes, voir Johnson.
Marsha P. Johnson, née le 24 août 1945 à Elizabeth (New Jersey) et morte le 6 juillet 1992 à New York, est une activiste trans,, et travailleuse du sexe africaine-américaine. Femme trans et militante historique du mouvement LGBT, elle a participé aux émeutes de Stonewall. Elle est une figure populaire de la scène LGBT et artistique de New York des années 1960 aux années 1990, ainsi qu'une activiste des droits des personnes séropositives via son engagement à ACT UP.

## Enfance
Marsha P. Johnson est née le 24 août 1945 à Elizabeth (New Jersey). Elle avait six frères et sœurs. Son père, Malcolm Michaels Sr., travaille sur une ligne d'assemblage à General Motors et sa mère, Alberta Claiborne, est gouvernante. Ses parents fréquentent l'Église épiscopale méthodiste africaine,. En 1992 dans une interview, Marsha P. Johnson confie avoir été victime d'agression sexuelle par un adolescent dans son enfance.
À un juge qui lui demande la signification du P. dans son nom, elle lui répond « Pay it no mind » (« N'y fais pas attention »), une phrase qui lui reste associée.

## Militantisme
L'une des drag queens,, street queen, et femme trans les plus connues de New York, elle participe aux émeutes de Stonewall,. Bien qu'elle soit parfois présentée comme celle qui aurait « lancé la première pierre », elle a affirmé lors d'une entrevue au journaliste Eric Marcus en 1987 que lorsqu'elle est arrivée sur place, vers 2 heures du matin le 28 juin 1969, les émeutes avaient déjà commencé.
Avec son amie Sylvia Rivera, elle participe aux premières Prides et à d'autres formes d'action directe. En 1970, elle co-fonde avec Sylvia Rivera l'organisation Street Transvestite Action Revolutionaries (STAR). Pendant quelques mois, l'organisation gère un appartement, la STAR House, qui héberge les jeunes LGBT à la rue. L'organisation est active jusqu'en 1973.
Marsha P. Johnson poursuit son engagement en militant pour ACT UP de 1987 jusqu'à sa mort.

## Art
En 1974 Marsha P. Johnson est photographiée par Andy Warhol dans une série Polaroïd intitulée ladies and gentlemen portant sur les drag queens. Elle fait aussi partie de la troupe de performances LGBT Hot Peaches,.

## Mort

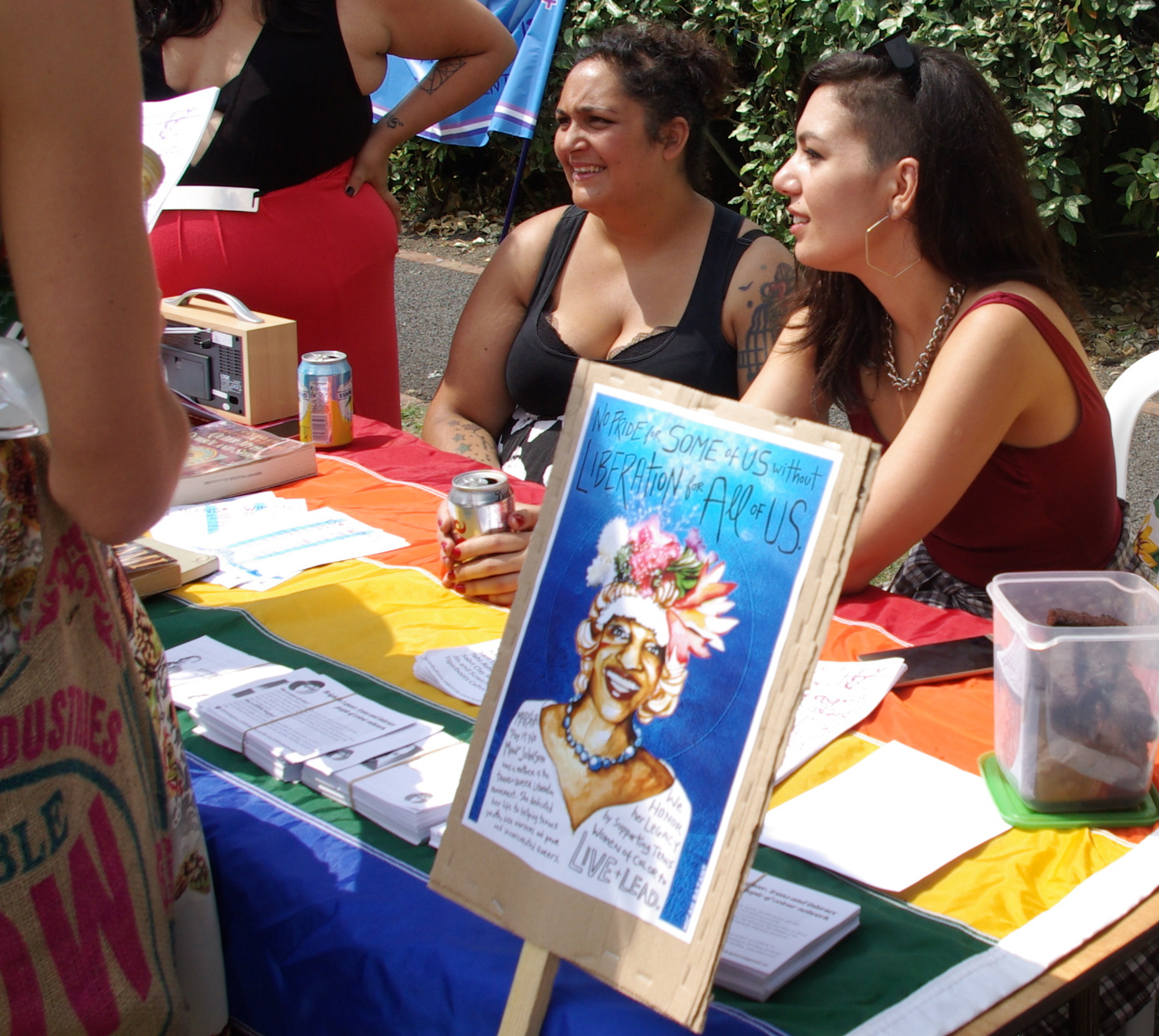
Illustration de Marsha P. Johnson sur un stand de la Trans Pride de Brighton en 2014.

En juillet 1992, son cadavre est retrouvé, flottant dans l'Hudson River, peu de temps après la marche des fiertés. La police prétend qu'elle s'est suicidée. Les personnes proches d'elle affirment qu'elle n'était pas suicidaire, et qu'elle a été harcelée près de l'endroit où son corps a été retrouvé. Les démarches initiales visant à inciter la police à enquêter sur les causes de sa mort ont été un échec. Toutefois, grâce au travail de lobbying de Mariah Lopez (en), la police de New York rouvre l'affaire en novembre 2012.

## Hommages
La chanteuse transgenre Anohni a choisi le nom de son groupe Antony and the Johnsons en sa mémoire,. Elle a également conçu une pièce en son honneur, The Birth of Anne Frank/The Ascension of Marsha P. Johnson (“La Naissance d’Anne Frank/L’Ascension de Marsha P. Johnson"), jouée à New York en 1996.
Pour l’animateur de télévision et drag queen RuPaul, Johnson est une figure inspirante, “la vraie Mère des drag”. En 2012, durant un des épisodes de son émission RuPaul’s Drag Race, il a déclaré aux candidats que Johnson leur avait ouvert la voie à tous.
Le documentaire Pay It No Mind – The Life and Times of Marsha P. Johnson (2012) est constitué essentiellement d’extraits d’un entretien filmé donné par Johnson en 1992, peu de temps avant sa mort. Il comprend également des entretiens avec beaucoup de ses amis de Greenwich Village.
Johnson apparaît en tant que personnage dans deux films de fiction librement inspirés des émeutes de Stonewall : le long-métrage Stonewall (2015), dans lequel elle est incarnée par Otoja Abit, et le court-métrage Happy Birthday, Marsha! (2016), dans lequel elle est incarnée par Mya Taylor.
Le documentaire de David France The Death and Life of Marsha P. Johnson (2017) retrace l’enquête menée par Victoria Cruz, militante trans au sein du Anti-Violence Project, à propos de la mort de Johnson. Comme le documentaire Pay It No Mind, il s’appuie sur des images d’archives et des interviews.

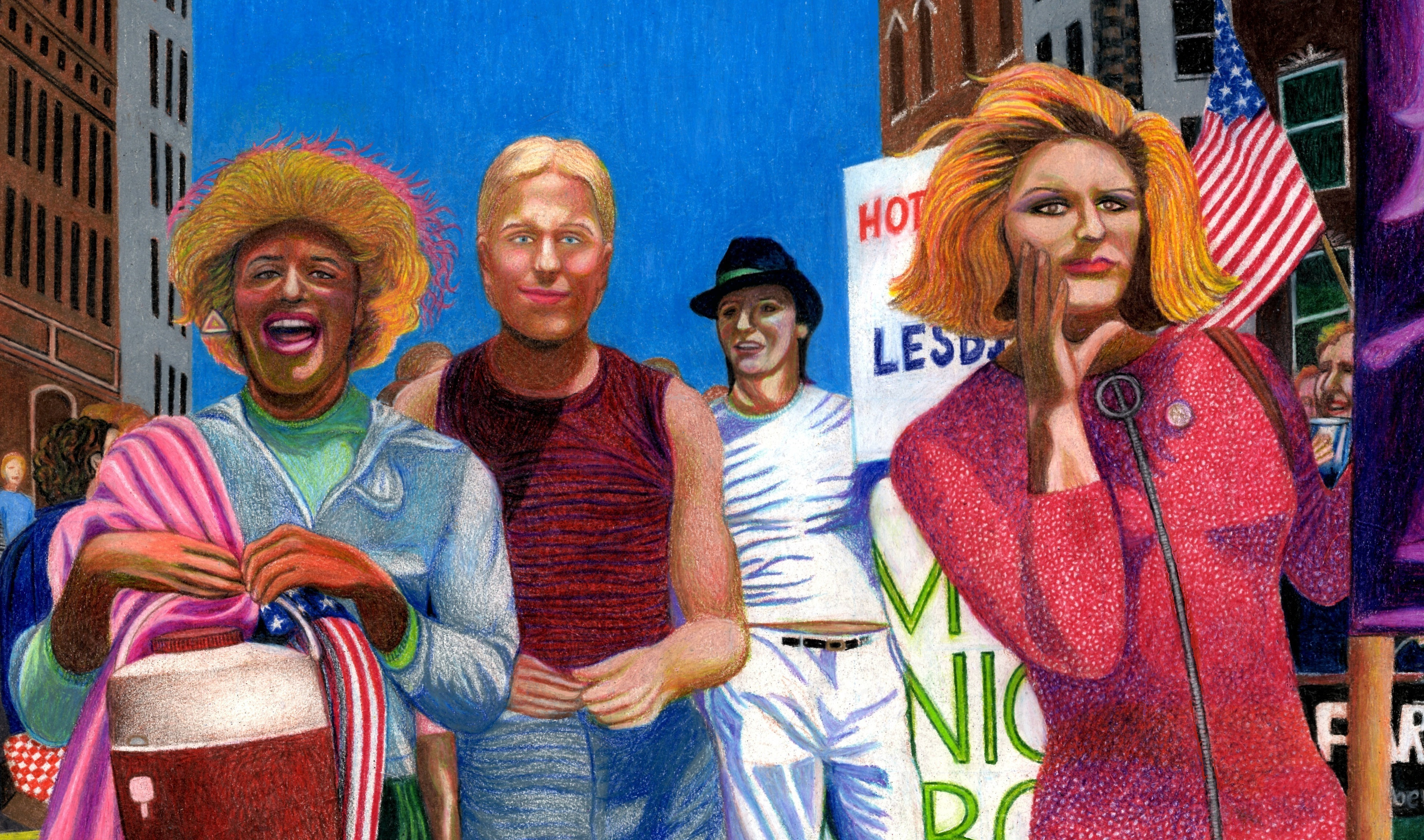
Marsha P. Johnson, Joseph Ratanski et Sylvia Rivera à la Gay Pride de 1973 à New York City (peinture par Gary LeGault, 2016)

En 2018, 26 ans après la mort de Johnson, le New York Times publie sa nécrologie dans le cadre de sa rubrique "Overlooked" ("sous-estimées"), une série de nécrologies qui rend hommage a posteriori à des personnalités importantes (souvent des femmes et/ou des personnes noires) dont la mort n'avait pas été annoncées dans le quotidien à l'époque de leur décès.
En 2019, à l’occasion du cinquantième anniversaire des émeutes de Stonewall, plusieurs initiatives rendent hommage à Johnson :
- une fresque de Johnson et Rivera est dévoilée à Dallas, au Texas. L’œuvre, qui représente “deux pionnières du mouvement pour les droits LGBT” (“gay rights movement”) devant un drapeau trans, serait la plus grande fresque au monde en l’honneur de la communauté trans[25].
- en mai 2019, deux artistes de rue queers, Homo Riot et Suriani, et le photographe et réalisateur Daniel “Dusty” Albanese, s’associent pour créer une fresque, à l’angle de la 2e Avenue et de Houston Street, à New York, comprenant plusieurs portraits de Johnson. L’initiative, qui se veut “une célébration de la libération queer”, s’inscrit dans le cadre du WorldPride Mural Project et de la WorldPride 2019, qui se tenait pour la première fois à New York.
- le 30 mai 2019, le maire démocrate de New York, Bill de Blasio, annonce vouloir ériger un monument à Johnson et Rivera à Greenwich Village, près du Stonewall Inn[26]. L’érection du monument doit s’achever en 2021. Ce sera le premier au monde à rendre hommage à des militantes des droits des trans.
- en juin 2019, Johnson fait partie des 50 premiers “pionniers et héros” inscrits au Mur d’honneur LGBTQ national, installé dans le Stonewall Inn, au sein du Monument national de Stonewall (le premier Monument national américain dédié à l’histoire du mouvement LGBT).

Toujours en 2019, la militante pour les droits des personnes trans Elle Hearns fonde The Marsha P. Johnson Institute, qu'elle dirige et qui vise à venir en aide aux femmes noires, trans ou non-binaires victimes de violence.
En février 2020, la ville de Metz (Moselle, France) rebaptise un square à son nom et à celui de Rivera. La plaque leur rendant hommage est vandalisée la veille de l’inauguration.
Le 30 juin 2020, Google lui rend hommage en la figurant sur sa page d'accueil,,.

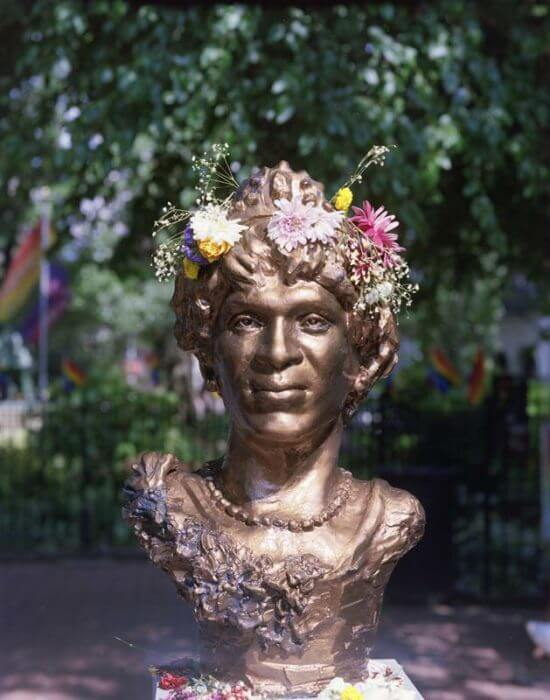
Buste de Marsha P. Johnson installée dans Christopher Park le 24 août 2021.

À l’été 2020, dans la foulée du mouvement de protestation mondial contre le meurtre de George Floyd, une résidente d’Elizabeth, la ville natale de Johnson au New Jersey, lance une pétition en ligne pour que la statue de Christophe Colomb qui orne la ville soit remplacée par une statue de Johnson. La pétition récolte plus de 165 000 signatures. En août 2020, le bureau des Affaires LGBTQ du comté d’Union, dans le New Jersey, annonce que la ville d’Elizabeth va ériger un monument en l’honneur de Johnson mais que celui-ci ne remplacera pas la statue de Christophe Colomb. La ville d’Elizabeth compte déjà une fresque en hommage à Johnson, qui est vandalisée durant le Mois des fiertés en juin 2021. Une campagne est lancée pour financer la restauration de la fresque.
En août 2020, le East River State Park, à Brooklyn, est rebaptisé Marsha P. Johnson State Park, en présence du gouverneur de l’État de New York, Andrew Cuomo. Celui-ci en avait fait l’annonce lors du gala annuel de l’association LGBT Human Rights Campaign, le 1er février 2020. Il s’agit du premier parc de l’État de New York à porter le nom d’une personne LGBTI.
Le 24 août 2021, à l'occasion de son 76e anniversaire, des militants et militantes installent un buste de Marsha P. Johnson dans Christopher Park, à deux pas du Stonewall Inn. Il ne s'agit pas d'une statue officielle approuvée par la mairie de New York mais d'une initiative d'activistes qui entendent protester contre la lenteur et les retards dans la réalisation du monument rendant hommage à Johnson et Rivera annoncé par le maire Bill de Blasio deux ans plus tôt (cf. plus haut). La mairie justifie ces retards en expliquant qu'ils sont dus à la pandémie de Covid-19 et affirme que le projet de monument n'est pas annulé.

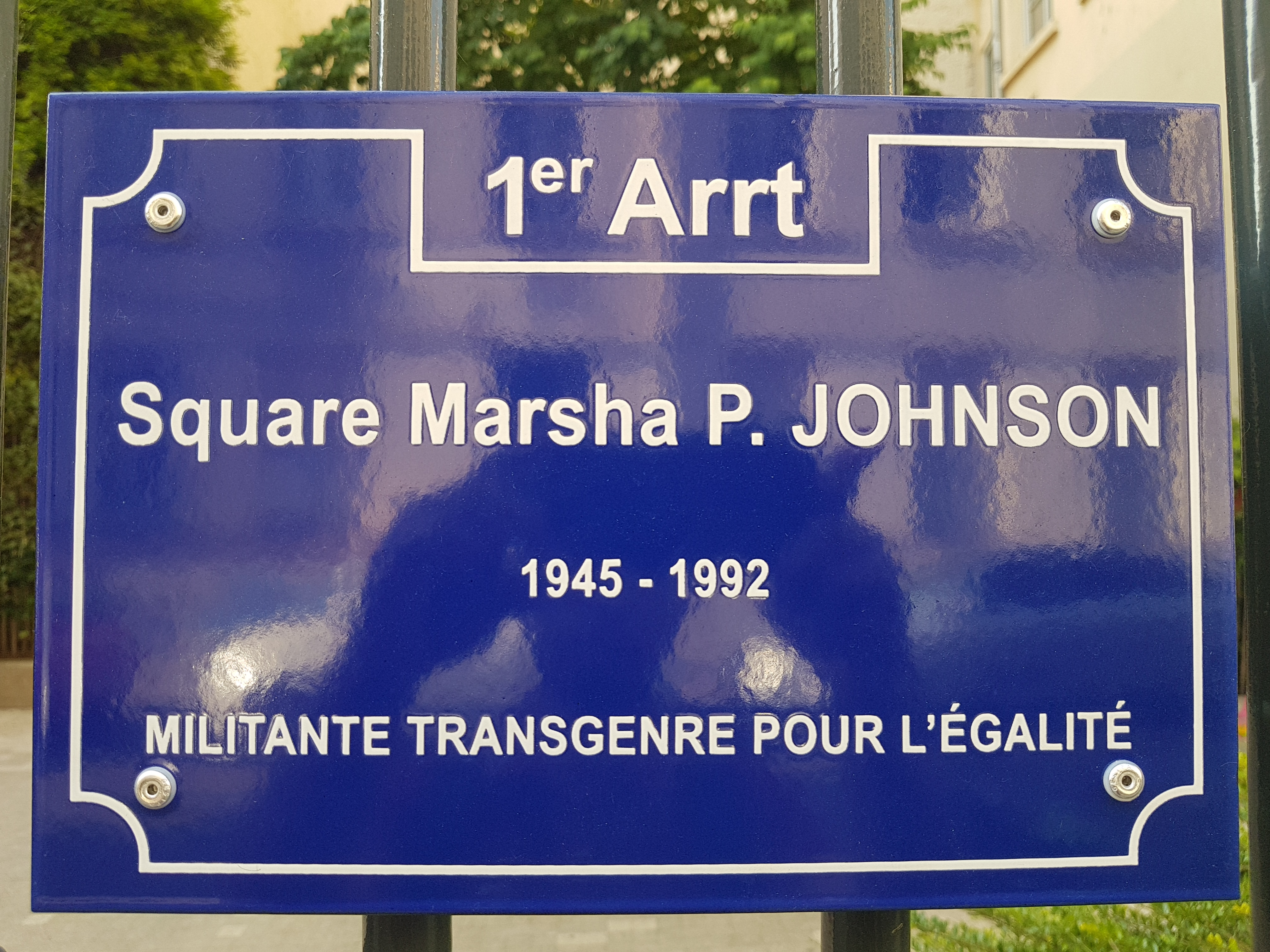
Square Marsha P. Johnson dans le 1er arrondissement de Lyon.

Le 1er décembre 2021, à l'occasion de la Journée mondiale de lutte contre le sida, la mairie du 1er arrondissement de Lyon annonce que, à la suite d'une consultation en ligne des habitants visant à féminiser les noms de lieux publics, un square des Pentes de la Croix-Rousse portera prochainement le nom de Marsha P. Johnson (qui a milité à partir de la fin des années 80 à Act Up New York). Le square, situé rue Burdeau, est officiellement baptisé (avec dévoilement d'une plaque au nom de Marsha P. Johnson) le 17 mai suivant, à l'occasion de la Journée mondiale contre les LGBTIphobies. En novembre 2023, un nouveau bar LGBT+ ouvre à Paris sous le nom de " Merci Marsha " afin de lui rendre hommage.